# STREET FIGHTER III 3rd STRIKE -Fight for the Future- ORIGINAL SOUNDTRACK
『STREET FIGHTER III 3rd STRIKE -Fight for the Future- ORIGINAL SOUNDTRACK』（ストリートファイタースリーサードストライクファイトフォーフューチャーオリジナルサウンドトラック）は、日本のゲームミュージックアルバムである。

## 解説
アーケードゲーム『STREET FIGHTER III 3rd STRIKE -Fight for the Future-』のオリジナルサウンドトラックである。今作は前2作『STREET FIGHTER III -NEW GENERATION-』『STREET FIGHTER III 2nd IMPACT -GIANT ATTACK-』とは異なりブックレットにおいて「曲以外に声優も総入れ替え」を公言している。作曲は奥河英樹が担当。12インチと8インチ2枚組のCDである。
ジャケットは「春麗」のキックイラストを採用している。8インチのCDのピクチャーレーヴェルはアーケード版のポスターに起用した「胡坐で座っている春麗」のイラストを起用している。

## 収録曲

### DISK1
1、Opening Demo
2、Player Select
3、Just Before The Battle
4、CHINA VO:5、X（Chun-Li Stage）
5、JAZZY NYC’99（Alex&Ken Stage）
6、THE BEEP（Remy Stage）
7、SPUNKY（Makoto Stage）
8、KOBU[鼓舞]（Ryu Stage）
9、SNOWLAND（Necro&Twelve Stage）
10、THE LONGSHOREMAN（Sean&Oro Stage）
11、Bonus Game 1
12、BEATS IN MY HEAD[TRIBAL DANCE]（Elena Stage）
13、TWILIGHT（Ibuki Stage）
14、KILLING MOON（Gouki Stage）
15、THE CIRCUIT（Hugo Stage）
16、CROWDED STREET[Third Edit]（Yun&Yang Stage）
17、YOU BLOW MY MIND（Dudley Stage）
18、Q（The Theme Of Q）
19、Bonus Game 2
20、CRAZY CHILI DOG（Urien Stage）
21、Gill Appears!
22、PSYCH OUT（Gill Stage）
23、Stage Results
24、Stage Select&Score Ranking
25、Judgement
26、Now,Fight A New Lival!
27、Continue
28、We Await Your Return,Warrior!（Game Over）
29、Final Results
30、Ending 1
31、Ending 2
32、Staff Roll
33、Voice Collection

### DISK2
1、Third Strike
2、Let’s Get It On
3、Moving On
4、Third Strike（rm1-short edit）